# Luigi Bianco
Luigi Bianco (Montemagno, 3 marzo 1960) è un arcivescovo cattolico italiano, dal 20 maggio 2025 nunzio apostolico in Slovenia e delegato apostolico in Kosovo..

## Biografia
È stato ordinato sacerdote il 30 marzo 1985 per la diocesi di Casale Monferrato e ha conseguito la laurea in diritto canonico.
Entrato al servizio della Santa Sede il 1º luglio 1989, ha prestato successivamente la propria opera nelle nunziature apostoliche di Italia (1989-1991), Egitto (1991-1994), Argentina (1994-1999), Croazia (1999-2002) Spagna ed Andorra (2002-2009).
Il 12 gennaio 2009 papa Benedetto XVI lo ha nominato nunzio apostolico in Honduras al posto dell'arcivescovo Antonio Arcari, trasferito in Mozambico. Contestualmente lo eleva alla sede titolare di Falerone, con dignità di arcivescovo.
Ha ricevuto la consacrazione episcopale nel duomo di Casale Monferrato per l'imposizione delle mani del cardinale Tarcisio Bertone.
In qualità di nunzio apostolico è stato decano del corpo diplomatico in Honduras.
Il 12 luglio 2014 papa Francesco lo ha nominato nunzio apostolico in Etiopia, il 10 settembre nunzio apostolico a Gibuti e delegato apostolico in Somalia e il 13 ottobre rappresentante speciale presso l'Unione Africana.
Il 4 febbraio 2019 lo stesso papa lo ha nominato nunzio apostolico in Uganda.
Il 20 novembre 2022, a Kalongo in Uganda, ha presieduto, come legato di papa Francesco, la celebrazione di beatificazione del medico, presbitero e missionario italiano, padre Giuseppe Ambrosoli.
Il 20 maggio 2025 papa Leone XIV lo ha nominato nunzio apostolico in Slovenia e delegato apostolico in Kosovo.

## Crisi istituzionale honduregna
Dopo il golpe militare che a giugno del 2009 portò all'esilio il presidente uscente Manuel Zelaya, sostituito da quello designato dal Congresso, Roberto Micheletti, il nunzio apostolico ha esortato le parti a nome del Pontefice, a trovare una soluzione pacifica nell'interesse del popolo. La Chiesa cattolica honduregna ha esortato al dialogo, differenziando la propria posizione da quella della comunità internazionale, e il nunzio e il primate hanno chiesto a Zelaya di recedere dal proposito di tentare l'ingresso nel Paese e rivendicarne la guida, ed evitare così il bagno di sangue, e al tempo stesso sollecitando chiarimenti all'esercito riguardo all'espulsione del presidente, decretata in contrasto con la Costituzione.

## Genealogia episcopale
La genealogia episcopale è:
- Cardinale Scipione Rebiba
- Cardinale Giulio Antonio Santori
- Cardinale Girolamo Bernerio, O.P.
- Arcivescovo Galeazzo Sanvitale
- Cardinale Ludovico Ludovisi
- Cardinale Luigi Caetani
- Cardinale Ulderico Carpegna
- Cardinale Paluzzo Paluzzi Altieri degli Albertoni
- Papa Benedetto XIII
- Papa Benedetto XIV
- Cardinale Enrique Enríquez
- Arcivescovo Manuel Quintano Bonifaz
- Cardinale Buenaventura Córdoba Espinosa de la Cerda
- Cardinale Giuseppe Maria Doria Pamphilj
- Papa Pio VIII
- Papa Pio IX
- Cardinale Gustav Adolf von Hohenlohe-Schillingsfürst
- Arcivescovo Salvatore Magnasco
- Cardinale Gaetano Alimonda
- Cardinale Agostino Richelmy
- Vescovo Giuseppe Castelli
- Vescovo Gaudenzio Binaschi
- Arcivescovo Albino Mensa
- Cardinale Tarcisio Bertone, S.D.B.
- Arcivescovo Luigi Bianco